# Ребёнку дают слабительное
«Ребёнку дают слабительное» (фр. On purge bébé) — французский комедийный фильм Жана Ренуара, первый звуковой фильм режиссёра. Первая экранизация одноимённой пьесы французского комедиографа Жоржа Фейдо. Был снят в марте 1931 года и вышел на экраны в июне того же года. После коммерческого успеха этого малобюджетного фильма кинопродюсеры вновь обратили внимание на режиссёра, что привело к созданию его первого значительного фильма — «Сука».

## Сюжет
Действие картины происходит в доме владельца фарфоровой фабрики Бастьена Фоллувуана и его взбалмошной жены Жюли, которая весь фильм ходит в домашнем халате нараспашку. Также в доме проживают их семилетний сын Тото и недалёкая служанка Роза, приехавшая недавно из провинции. В этой буржуазной семье разворачивается маленькая домашняя «драма»: заботливая мамаша находится в отчаянии — она обеспокоена здоровьем сына Тото и, в частности, отсутствием у него некоторое время стула, а он, кроме того, ещё и отказывается выпить слабительное, которое она ему неоднократно предлагала. Жюли безуспешно пытается привлечь к этому процессу отца семейства, но все его мысли поглощены организацией приёма у себя дома важного гостя — Адама Шуйю, члена военного комитета министерства обороны, при посредничестве которого Фоллувуан надеется продать армии небьющиеся ночные горшки из фарфора, которыми должны быть обеспечены все солдаты французской армии.
Фолловуан надеется при реализации данного контракта заработать восемьсот тысяч франков, и просит своих домочадцев помочь в благожелательном приёме военного чиновника, но сталкивается с целым рядом препятствий и недоразумений. Так, при демонстрации небьющихся качеств образца такого горшка Бастьен его бросает и разбивает. Повторная проверка приносит тот же результат. Мадам Фоллавуан пытается уговорить ребёнка принять слабительное с помощью гостя. В довершение ко всем бедам Шуйю принят без всякого почтения озабоченной мамашей, которая выдаёт секрет полишинеля о том, что он рогоносец, и он, ошарашенный, непроизвольно выпивает слабительное. Также Фоллавуана оскорбляет ещё и неуправляемый ребёнок, осмеивает слишком кокетливая жена, явившаяся в сопровождении бойкого кузена, и он в ярости покидает дом.

## Над фильмом работали
Актёрский состав:
| Жак Лувиньи (фр. Jacques Louvigny) (в титрах Лувиньи) | Бастьен Фоллавуан |
| Маргерит Пьерри (фр. Marguerite Pierry)               | Жюли Фоллавуан    |
| Саша Таррид                                           | Тото, их сын      |
| Мишель Симон                                          | Господин Шуйю     |
| Ольга Валери (фр. Olga Valery)                        | Госпожа Шуйю      |
| Николь Фернандес                                      | Роза              |
| Фернандель                                            | Орас Трюше        |

Съёмочная группа:
| Роль                 | Имя                                                                                           |
| -------------------- | --------------------------------------------------------------------------------------------- |
| Режиссёр             | Жан Ренуар                                                                                    |
| Продюсер             | Шарль Давид (фр. Charles David (producteur))                                                  |
| Производство         | Пьер Бронберже, Роже Ришбе (Les Etablissement Braunberger-Richebé)                            |
| Автор сценария       | Жан Ренуар, Пьер Превер (фр. Pierre Prévert) по пьесе Жоржа Фейдо «Ребёнку дают слабительное» |
| Операторы            | Теодор Шпаркуль, Роже Юбер                                                                    |
| Монтажёр             | Жан Мами (фр. Jean Mamy)                                                                      |
| Художник             | Габриэль Сконьямильо (фр. Gabriel Scognamillo)                                                |
| Композитор           | Поль Мизраки                                                                                  |
| Ассистенты режиссёра | Клод Эйман (фр. Claude Heymann), Пьер Шваб (фр. Pierre Schwab)                                |

## История создания

### Предыстория
После понесённых крупных убытков в результате неудачного проката фильма «Нана», вышедшего на экраны в апреле 1926 года, Жан Ренуар был вынужден отказаться от самостоятельного финансирования своих работ, как это он делал ранее, и стал снимать картины с участием сторонних продюсеров. Режиссёр невысоко оценивал эти коммерческие «заказные работы», но отмечал, что они, не принеся ему славу и уважение, позволили решить финансовые проблемы, постепенно развивать мастерство и обдумывать более соответствующие его творческим устремлениям замыслы. Во второй половине 1920-х годов он снял «фантастический этюд» в духе картин Жоржа Мельеса — «Чарльстон», мелодраму «Маркитта», «солдатский водевиль» «Лодырь», рождественскую сказку «Девочка со спичками», историческую драму «Турнир» и приключенческий фильм на колониальный сюжет «Блед». Последние два фильма не укрепили положение Ренуара как режиссёра в кинематографических кругов. После появления «Бледа» на экранах (май 1929 года), он принял участие в нескольких проектах своих друзей в качестве актёра («Красная шапочка» (Le petit chaperon rouge) Альберто Кавальканти, немецкий фильм «В погоне за счастьем» (Die Jagd nach dem Glück) Рохуса Глизе). По некоторым данным, в этот период он даже снял несколько порнографических короткометражных фильмов.
Одной из причин вынужденного двухлетнего простоя Ренуара автор критической биографии режиссёра киновед Паскаль Мерижо назвал «революцию», произошедшую в связи с появлением  звукового кино. Во Франции, вслед за США, это привело к большей профессионализации кинопроизводства, увеличению затрат (примерно на треть), укрупнению компаний. Ренуар же предпочитал работать в «любительской манере», характерной для дозвуковой эры, в окружении своих единомышленников. С усложнением технической стороны съёмок и проката на первое место стал выдвигаться продюсер, ответственный за финансирование и успех проекта, а не режиссёр как это было до этого. Ещё одним препятствием на пути участия Ренуара в съёмках звукового кино было то, что он, как и ряд других французских кинематографистов (Абель Ганс, Марсель Л’Эрбье, Рене Клер), выступали против применения звука и, прежде всего, диалогов.

### Создание
Согласно распространённой версии, которая ведёт начало с воспоминаний Ренуара, с момента появления звукового кино он не имел работы, при этом безуспешно предлагал продюсерам план фильма «Сука». Чтобы снять его он вынужден был согласиться экранизировать небольшой водевиль Жоржа Фейдо «Ребёнку дают слабительное» («Слабительное для бэби»), премьера которого прошла в 1910 году. Ренуара долгое время считали не имеющим опыта работы в звуковом кинематографе, а также затратным режиссёром, припоминая ему постановку исторического фильма «Турнир». Сам Ренуар в своих мемуарах «Моя жизнь и мои фильмы» писал, что при попытках найти финансирование для «Суки» ему фактически ставили палки в колёса: «Трудности начались своеобразным школьным экзаменом, призванным доказать, что я могу быть экономным кинорежиссёром. Этот экзамен принял форму постановки полнометражного фильма по комедии Фейдо „Слабительное для бэби“».
Фильм согласился продюсировать друг режиссёра Пьер Бронберже, при участии Роже Ришбе (Les Etablissement Braunberger-Richebé). Съёмкам предшествовала шестидневная подготовительная работа по созданию сценария написанного, как обычно, самим Ренуаром и при участии Пьера Превера. Ренуар был рад возможности вновь поработать на съёмочной площадке вместе с выдающимся актёром Мишелем Симоном, а также с Фернанделем, талант которого он высоко оценил. Последнего первоначально не утверждали на роль из-за сомнений в фотогеничности его лица, которое сравнивали с лошадиным. Однако благодаря настойчивости Бронберже Фернанделя приняли. За четырьмя днями съёмки в театральных декорациях студии в Бийанкуре последовали шесть дней монтажа. Премьера фильма прошла через несколько недель в июне 1931 года, и за неделю проката он окупил свой бюджет. В 1938 году в своих «Воспоминаниях» Ренуар отмечал, что в целом ему повезло, что первым его звуковым (говорящим) фильмом стала экранизация весёлого водевиля, а не какое-либо значительное произведение, которое могло бы «сломать ему шею». По его словам, фильм в целом «так себе», его съёмки заняли всего четыре дня, при этом в нём больше 2 тысяч метров плёнки, стоил он продюсеру 200 тысяч франков, а принёс в прокате более миллиона.
Этот фильм, кроме всего прочего, стал известен тем, что Ренуар применил в нём настоящий шум спускаемого унитаза, запись которого была произведена в туалете студии. Сам же этот звук, по словам режиссёра, приобрёл в картине значение своеобразного музыкального сопровождения: «В итоге слышался грохот водопада, который восхищал представителей кинопроизводства и возвышал меня до уровня великого человека». Режиссёр объяснял эту «революцию» в эпоху применения искусственных звуков, когда студийные «аксессуары и декорации „строились“ в расчёте на звук, при этом с невероятной наивностью», следующим образом:
Эти новшества меня раздражали и, желая на чём-нибудь сорвать своё дурное настроение, я решил записать реальный звук спускаемой воды в уборной. Это стало революцией, которая сделала для моей репутации больше, чем съёмка дюжины удачных сцен. Художественные и научные шишки крупных звуковых обществ заявили, что это „отважное нововведение“.

## Последующие события
По словам режиссёра, после такого «мастерского удара» ему не могли отказать в том, о чём он просил целый год, — в возможности снять «Суку», — и при съёмках «Слабительного» он не только победил в этом испытании, но вышел из него «увенчанный ореолом новатора». В этих «начинаниях» режиссёру помог звукооператор Жозеф де Бретань, который в дальнейшем станет принимать участие почти во всех французских фильмах Ренуара: «Он заразил меня своей верой в естественность звука в фильме. Благодаря ему я действительно сводил к минимуму искусственные звуки». Опыт, полученный в этом фильме, сформировал у Ренуара негативное отношение к наложению звука после съёмок, что он назвал «гнусностью». По его мнению, приверженцев дубляжа в XII веке сожгли бы на площади как еретиков, так как он: «эквивалентен вере в дуализм души».

## Приём и критика
Французский историк кино Жорж Садуль охарактеризовал фильм как «киноводевиль», в котором Ренуар совершил своего рода революцию в эпоху, когда звуковое кино делало ещё только свои первые шаги: «в то время, когда шумы и звуки обычно только имитировались при помощи тех или иных студийных средств, он записал подлинные шумы спускаемой в уборной воды».
Теоретик кино Андре Базен писал, что первый звуковой фильм Ренуара, прославившийся шумом спуска воды и появлением на экране Фернанделя, примечателен также тем, что по сравнению с другими его работами здесь присутствует самая скупая раскадровка: «по нескольку планов на бобину и полдюжины крупных планов на всё целиком, включая и план унитаза». Российский киновед Валерий Турицын отмечал, что Ренуар в начале своего прихода в звуковое кино снял две комедии-фарса: «Ребёнку дают слабительное» и в следующем году «Будю, спасённый из воды». При этом, если первый из этих фильмов представляет собой «посредственную» работу, то второй является «достижением жанра как в содержательном, так и в формальном планах». Ряд критиков отмечают в этой незамысловатой комедии отчётливую социальную критику буржуазного общества и семейных отношений.